# Rumes
Rumes ist eine Gemeinde in der belgischen Provinz Hennegau. Sie liegt südlich der Stadt Tournai an der Grenze zu Frankreich.

## Gemeindegliederung
Gemeindeteile

I. Rumes

II. La Glanerie

III. Taintignies
Angrenzende Ortschaften

a. Esplechin (Tournai)

b. Froidmont (Tournai)

c. Willemeau (Tournai)

d. Ere (Tournai)

e. Guignies (Brunehaut)

f. Howardries (Brunehaut)

Lage und Gliederung von Rumes

g. Mouchin (Kanton Cysoing, Frankreich)

h. Bachy (Kanton Cysoing, Frankreich)
Am 2. September 1944, während des Zweiten Weltkriegs, war La Glanerie der erste Ort in Belgien, der von den aus Frankreich anrückenden amerikanischen Truppen erreicht und von der deutschen Besatzung befreit wurde.

## Söhne und Töchter von Rumes
- Jean Lechantre (1922–2015), belgisch-französischer Fußballer, geboren in Taintignies

## Weblinks

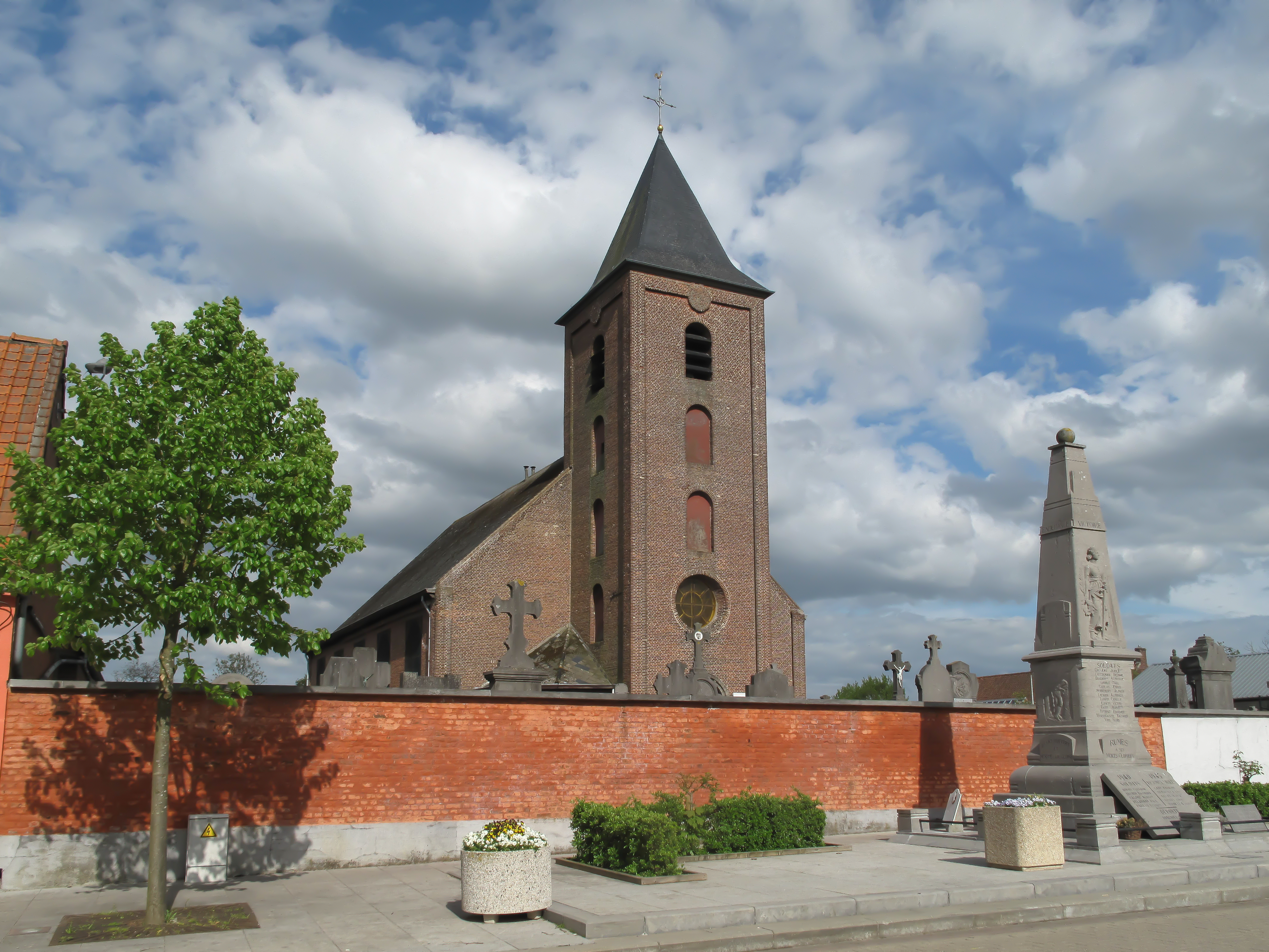
Rumes, Kirche: l’église Saint Pierre